# Білогруд Андрій Євгенович
Андрій Євгенович Білогруд (1875, Житомир, Російська імперія — 1933, Гатчина, РРФСР) — український архітектор, реставратор, професор, ректор Академії Мистецтв (1922), декан (1922–1928) архітектурного факультету академії, член правління Товариства архітекторів-художників та пізніше Ленінградського союзу радянських архітекторів.

## Життєпис[1]
Народився в місті Житомир Волинської губернії, про що свідчить запис у метричній книзі Хрестовоздвиженської церкви.
Батько — вчитель Житомирської гімназії Білогруд Євгеній Андрійович, мати — Білогруд Євдокія Василівна, обоє православного віросповідання.
Хрещені батьки: директор єврейського інституту Андруський Володимир Львович та Маркова Олександра Григорівна, дружина старшого ревізора контрольної палати.
Здобував освіту в Санкт-Петербурзі, де і оселився. Закінчив Петербурзьку Академію Мистецтв в 1910. Викладав у різних інститутах: у Жіночому Політехнічному (1912-1925), Ленінградському політехнічному (1926-1930), в академії, де був ректором та деканом архітектурного факультету.

## Адреси в Санкт-Петербурзі— Петрограді— Ленінграді
- 1905 — Великий проспект Петроградської сторони, 1/33
- 1914—1933 — прибутковий будинок Є. І. Гонцкевіча — Великий проспект Петроградської сторони, 102.

## Проекти
- Каменноостровский проспект, д. № 42 — «Спортинг-палас» А. І. Башкірова. 1910. Спільно з С. Г. Гінгером за участю А. Ф. Сисоєва. Частина, що виходила на вулицю, не збереглася, решта при будівництві включена до існуючої будівлі.
- Великий проспект Петроградської сторони, д. № 77 — дохідний будинок К. І. Розенштейна. 1912-1913. Розпочато К. І. Розенштейном.
- Великий проспект Петроградської сторони, д. № 102 — прибутковий будинок Е. І. Гонцкевіча. Розпочато самим Є. І. Гонцкевічем, за участю С. Ю. Красовського в 1912, завершений А. Є. Білогрудом в 1914.
- Великий проспект Петроградської сторони, д. № 75/Каменноостровский проспект, д. № 35/вулиця Льва Толстого — прибутковий будинок К. І. Розенштейна. Це знаменитий Будинок з вежами, який грає важливу роль в ансамблі площі Льва Толстого. Розпочато самим К. І. Розенштейном у 1913, завершено А. Є. Білогрудом в 1915. Включав існуючий будинок.
- Власна дача архітектора в Гатчині.
- Будівлі в садибах в Україні